# ジョン・クイントン・プリングル
ジョン・クイントン・プリングル（John Quinton Pringle、1864年12月13日 - 1925年4月25日）は、スコットランドの画家である。グラスゴーで科学機器修理の店を経営しながら、画家として活動し、「グラスゴー派」の画家の一人とされる。

## 略歴
グラスゴーのDennistounという区域に鉄道会社職員の息子に生まれた。1869年から1874年の間は、父親が駅長を務めた駅のあるグラスゴー近郊のLangbankという村で暮らした。グラスゴーで教育を受け、グラスゴーに住んだ。
1876年に初等教育を終えると、光学機器の修理職人の徒弟となり、20年後に独立し、グラスゴーのGlasgow Crossに光学機器や電気機器の修理の店を開き、その後20年間、画家の仕事をしながら、店を経営した。
1883年から1888年の間、グラスゴー美術学校の夜間クラスや土曜の朝のクラスで絵を学んだ。同時期の夜間クラスで学んでいた学生にグラスゴー派の主要なメンバーであったチャールズ・レニー・マッキントッシュ（1868-1928）がいた。1901年にロンドンで開かれた全国絵画コンクールで金メダルを受賞した。1902年にはウィーンで開かれた「ウィーン分離派」の展覧会にも出展した。1914年にロンドンのホワイトチャペル美術館（Whitechapel Art Gallery）で展覧会を開いた。
他の「グラスゴー派」の画家たちと同じくフランスの自然主義の画家、ジュール・バスティアン＝ルパージュの作品に影響を受けたとされる。100点余りの作品を残し、多くは油絵で、比較的小さな作品で、人物や風景を描いた、

## 作品

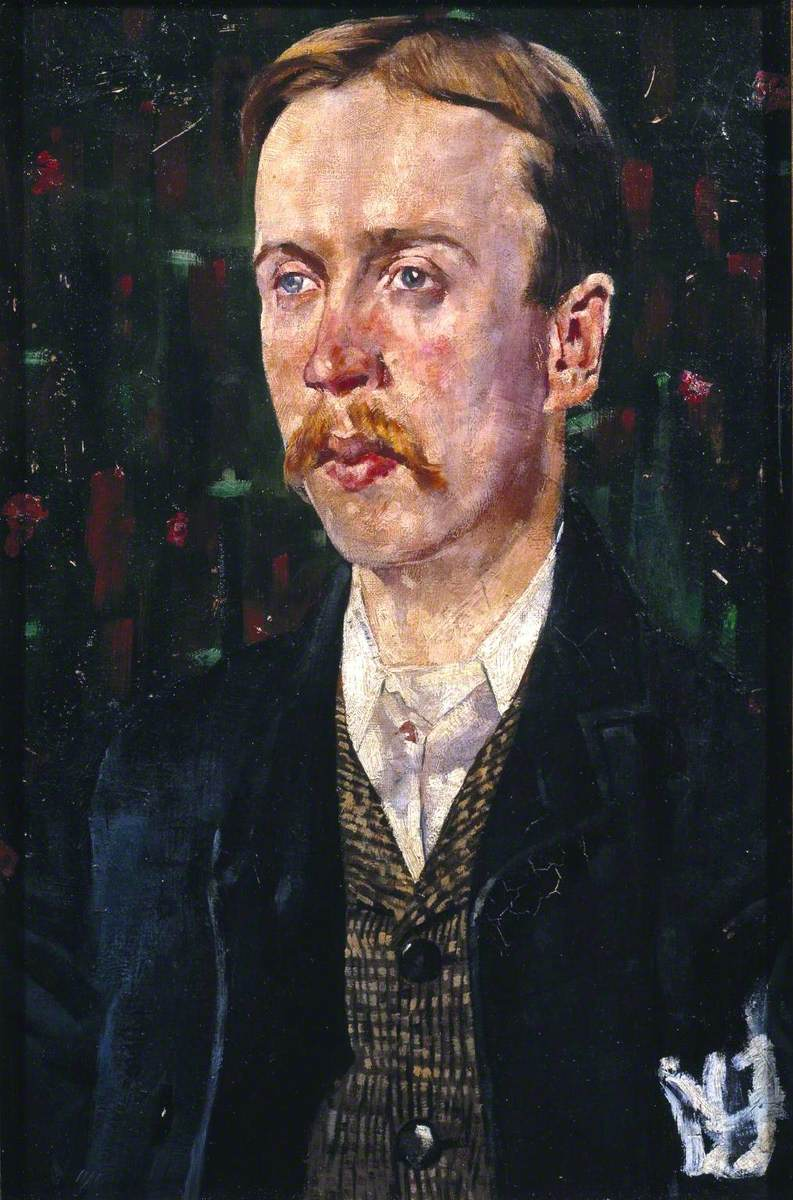
画家の兄の肖像画 (1890) テート・ギャラリー
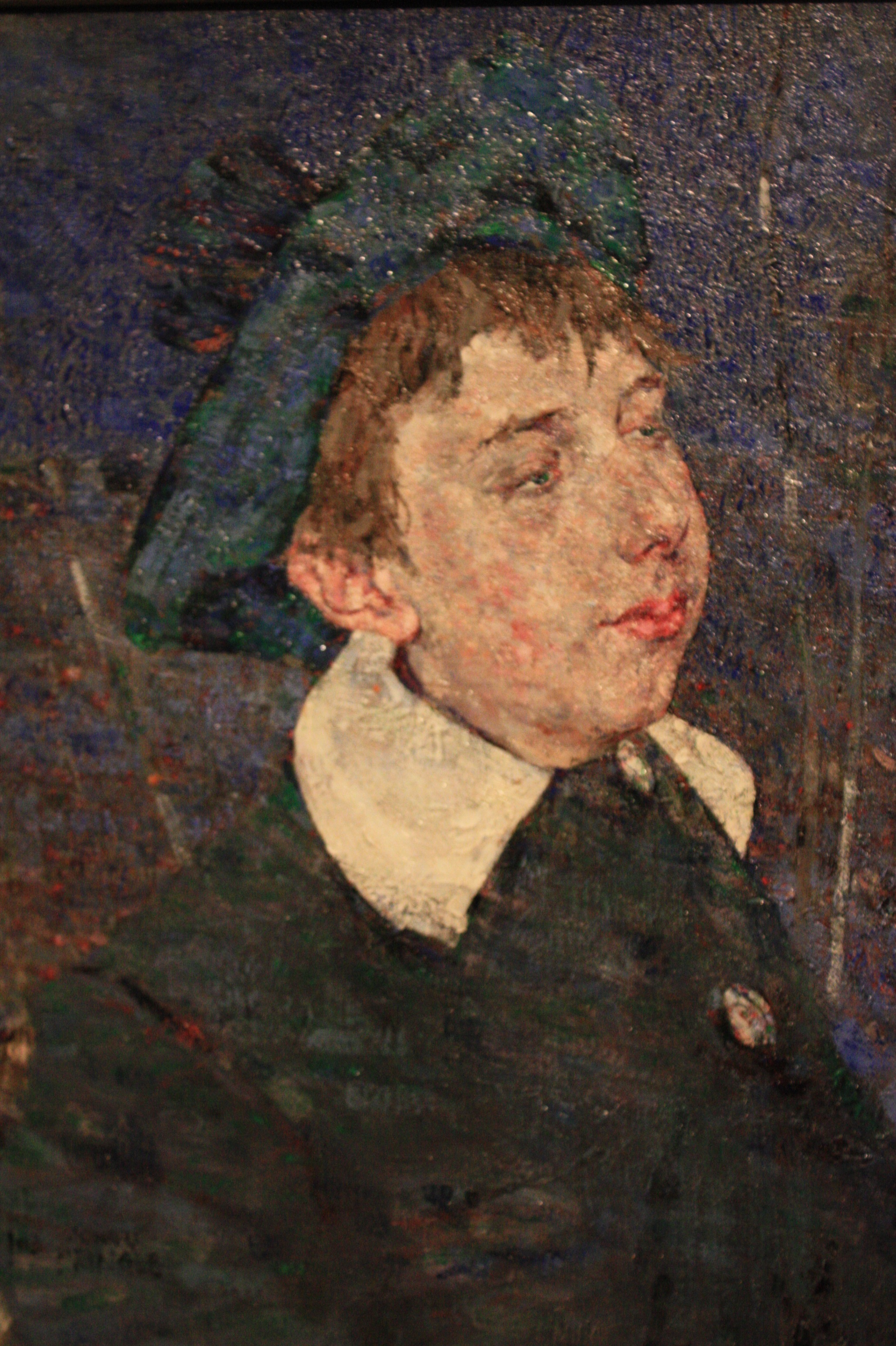
青い帽子の少年
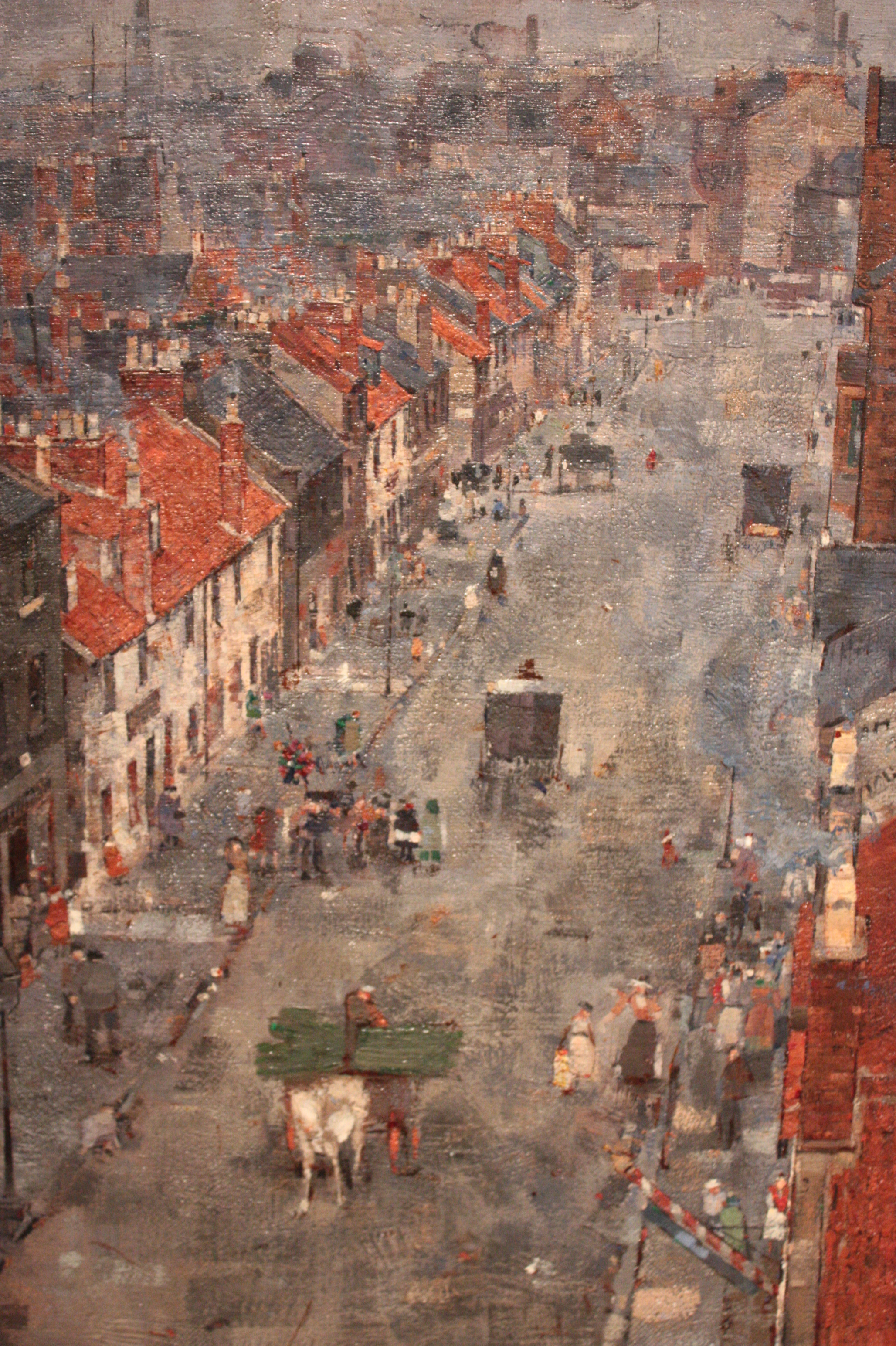
グラスゴーのMuslin通り
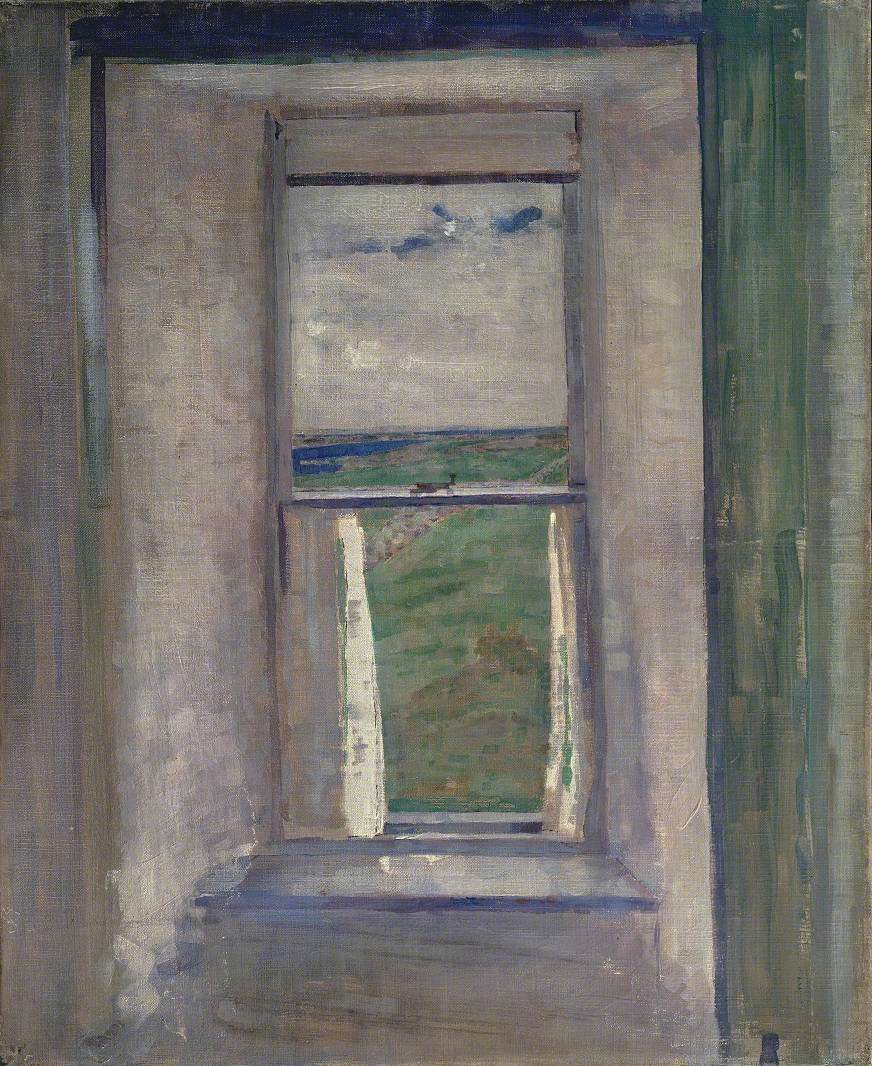
窓　(1924) テート・ギャラリー

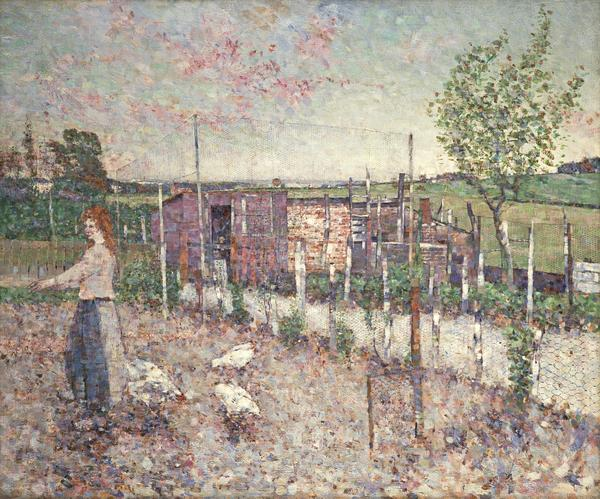
Gartcoshの養鶏場 (1906) National Galleries of Scotland
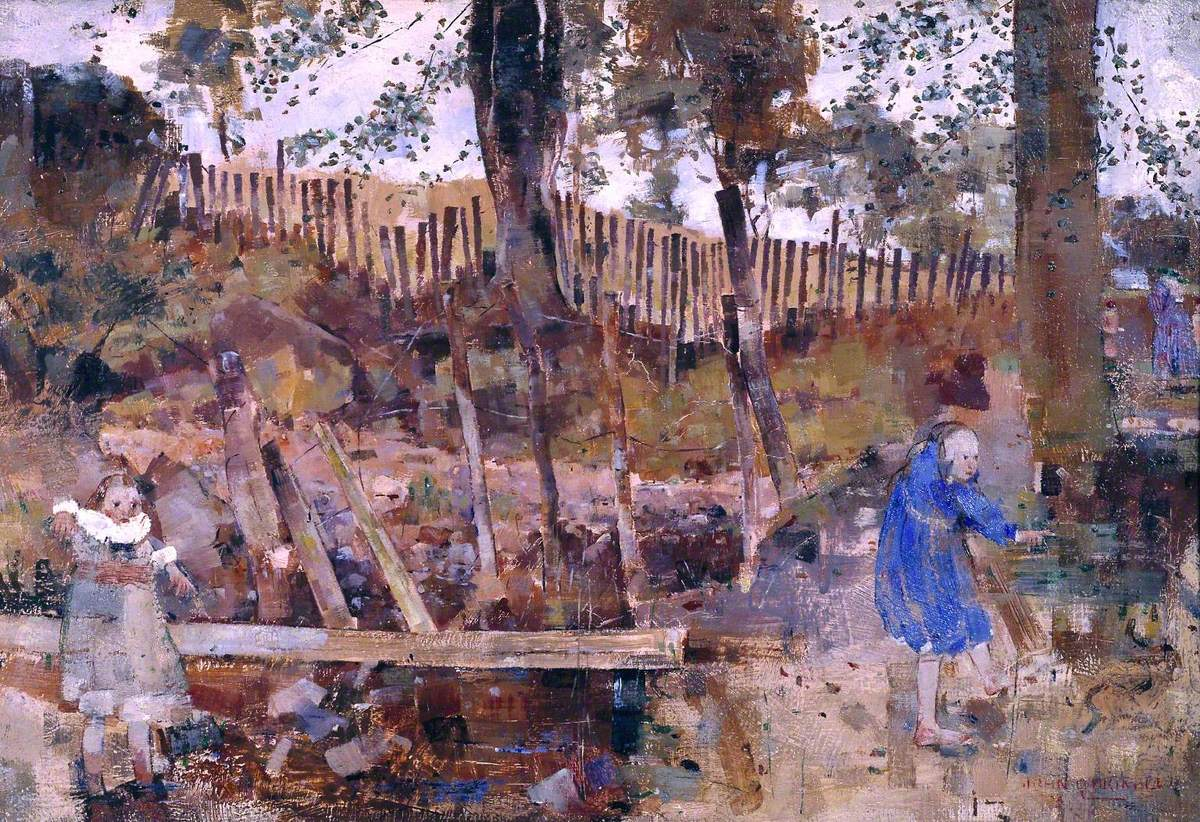
"Children at the Burn" 　(1889) テート・ギャラリー
静物画 ケルビングローブ美術館・博物館